# Ljubomir Radanović
Ljubomir Radanović (Cetinje, 21 de julho de 1960) é um ex-futebolista profissional montenegrino, que atuou pela ex-Iugoslávia, medalhista olímpico.

## Carreira
Ljubomir Radanović pela Seleção Iugoslava de Futebol, jogou a Eurocopa de 1984, as Olimpiádas do mesmo ano.